# Шерешевский, Борис Михайлович
Борис Михайлович Шерешевский (15 октября 1923, Харьков — 2 марта 1978, Новосибирск) — советский историк, доктор исторических наук (1969), профессор (1969).

## Профессор
Родился 15 октября 1923 года в Харькове. С 1940 года был студентом исторического факультета Харьковского государственного университета. После эвакуации в октябре 1941 года в Кзыл-Орду (Казахская ССР) продолжил учёбу на историческом факультете в местном пединституте.
С марта 1943 года служил в Красной армии. Окончил школу младших авиаспециалистов и отправлен на фронт. В декабре 1943 года получил тяжёлую контузию и освобождён от воинской службы.
После окончания Кзыл-Ординского педагогического института остался в 1944 году ассистентом этого вуза, в котором занимал должность декана (1945—1952), а потом и заведующего кафедрой истории СССР.
С 1952 по 1962 год был заведующим кафедрой философии в Читинском пединституте, после чего трудился в Новосибирском государственном университете, где в сентябре 1962 года стал доцентом кафедры истории КПСС, затем — исполняющим обязанности (с сентября 1964 года), заведующим этой кафедрой (ноябрь 1968 — октябрь 1974) и её профессором; параллельно работал профессором на кафедре истории КПСС института повышения квалификации при НГУ.
В область научных интересов историка входили Дальневосточная республика, а также борьба с деятелем белого движения Г. М. Семёновым.
Похоронен на Южном кладбище Новосибирска (квартал 7).